# Paget-von-Schroetter-Syndrom
Das Paget-von-Schroetter-Syndrom (Synonym: Arm- und Schultergürtelvenenthrombose), benannt nach dem englischen Chirurgen Sir James Paget und dem österreichischen Internisten Leopold Schrötter von Kristelli, ist eine Thrombose der tiefen Arm-, Achsel- oder Schlüsselbeinvene. Die lateinischen Namen der Gefäße lauten Vena brachialis, Vena axillaris und Vena subclavia. Deswegen spricht man auch von einer Brachialis-, Axillaris- oder Subclaviathrombose, je nach Ausdehnung des Verschlusses. Sie kommt vorwiegend bei jungen erwachsenen Männern vor und betrifft meist die rechte Seite. Etwa 2 % aller Thrombosen sind im Bereich des Arm- und Schultergürtels lokalisiert.

## Symptome
Die Thrombose verursacht meist keine Schmerzen. Andere Symptome der Erkrankung sind eine Schwellung des Arms mit roter bis bläulicher Verfärbung, eine verstärkte Sichtbarkeit der Oberflächenvenen mit fleckiger Haut (als Zeichen der Ausbildung von Umgehungskreisläufen), ein Druckgefühl in der Achsel und ein Spannungsgefühl. Als Komplikation kann es, wenn sich der Thrombus löst, zu einer Lungenembolie kommen. In diesem Fall können weitere Symptome wie Atemnot und Schmerzen im Bereich des Brustkorbs auftreten.

## Ursache

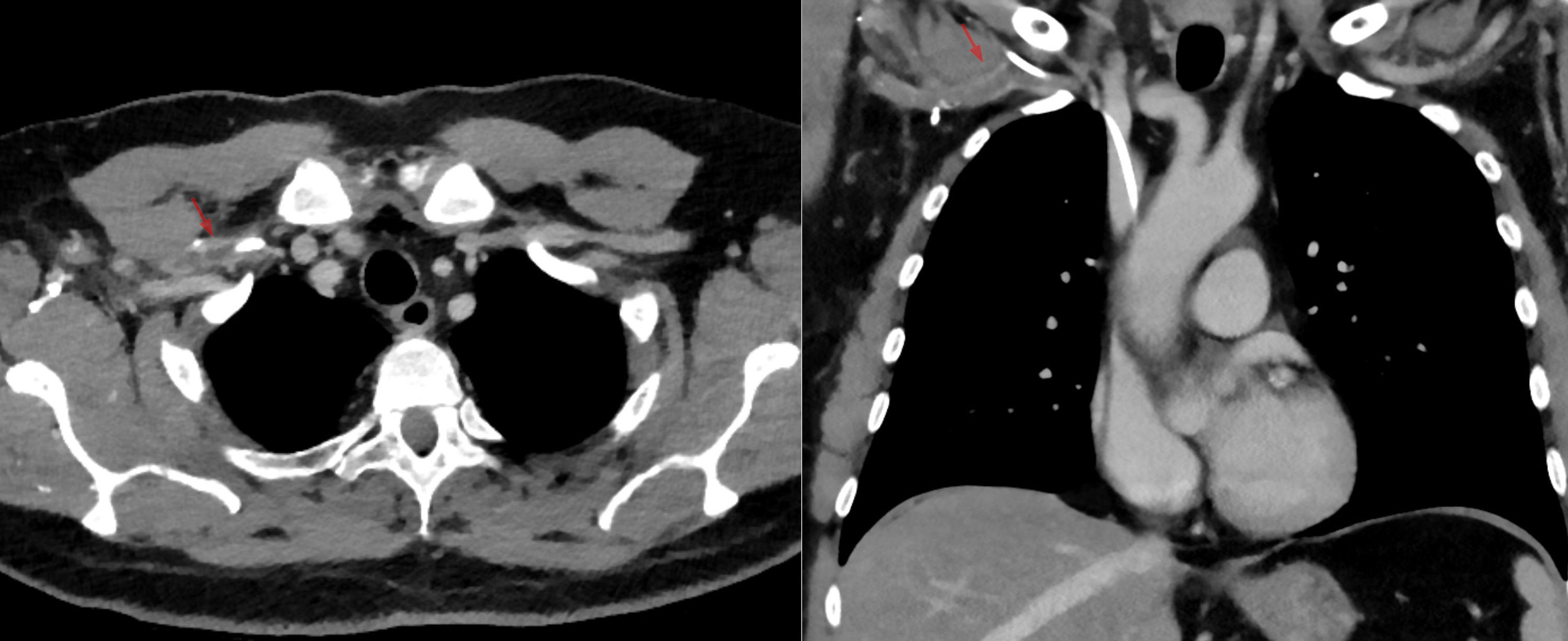
Thrombose in der Vena subclavia rechts bei liegendem Portkatheter hier. Darstellung in der Computertomographie. Der Patient fiel mit einer Schwellung des rechten Armes auf.

Bei einer Reihe der betroffenen Patienten findet man auch nach genauer Untersuchung keine Ursache: Die Thrombose ist spontan entstanden. Zwischen Schlüsselbein und erster Rippe ist die Schlüsselbeinvene fixiert und kann hier leichter mechanisch verletzt oder komprimiert werden. Deswegen ist diese Stelle meist der Ausgangspunkt der Thrombose.
Häufige Ursache für die Entstehung eines Paget-von-Schroetter-Syndroms ist das Thoracic-outlet-Syndrom, bei dem es zu Engstellen für die Venen durch Knochen (Halsrippe, Schlüsselbeinfrakturen) oder Muskeln kommt. Eine weitere Ursache ist die forcierte Belastung des betreffenden Arms (so genannte Thrombose par effort) durch Sport wie beim Tennis oder Gewichtheben oder Arbeiten über dem Kopf, wie beispielsweise beim Deckenstreichen. Auch beim Schlafen oder Autofahren kann es zu einer länger anhaltenden Kompression der Venen kommen, was eine Entstehung dieser Thrombose begünstigt. Darüber hinaus können medizinische Maßnahmen wie das Legen eines zentralen Venenkatheters zu Irritationen in der Gefäßwand und dann zu einer Thrombose führen. Insbesondere bei älteren Patienten muss an eine vermehrte Thromboseneigung im Rahmen eines bisher unbekannten Krebsleidens gedacht werden.

## Diagnostik
Die Sonographie mit Farbdoppler ist heute die Methode der Wahl zur Diagnosestellung.
Als ältere Methode steht die Armvenenphlebografie zur Verfügung. Dabei wird Kontrastmittel über eine Armvene gespritzt und der Ablauf über die Venen zum Herzen unter Durchleuchtung beobachtet und als Röntgenbild dokumentiert.

## Behandlung

### Medikamentöse Therapie
Bei nicht spontaner Auflösung der Thrombose sollte medikamentös therapiert werden. Hierzu zählt vor allem das Einnehmen von Antikoagulanzien oder in schweren Fällen Lysemitteln. Meist wird über einige Wochen mit Heparinen oder „oralen Antikoagulanzien“ (Cumarinen, oder Medikamenten aus der Gruppe der NOAK: neue orale Antikoagulanzien, wie z. B. Apixaban und Dabigatran) behandelt. Bei der selten angewendeten Thrombolyse besteht die Gefahr einer Gehirnblutung. Eine andere Therapiemöglichkeit bietet die lokale Auflösung des Gerinnsels durch einen in die Vene eingeführten Katheter, wobei es jedoch zur Embolie kommen kann.

### Operative Therapie
Wenn die Kompression eine fassbare Ursache hat, ist eine operative Behandlung angezeigt. Beispielsweise kann eine Entfernung von Halsrippen oder Exostosen der ersten Rippe erfolgen, auch eine Mobilisierung des Musculus subclavius oder eine Desinsertion des Musculus scalenus anterior und posterior.

## Verlauf
Insgesamt ist der Verlauf der Arm- und Schultergürtelvenenthrombose meist recht günstig. Es kommt nach einigen Wochen in der Regel zu einer Wiedereröffnung des Gefäßes. Die Schwellungsneigung des Armes lässt bald wieder nach. Die Lungenemboliegefahr ist vorhanden, aber deutlich geringer als bei der Bein- und Beckenvenenthrombose:
- Subclaviathrombose Lungenembolierate etwa 3 %
- Beinvenenthrombose Lungenembolierate etwa 10–15 %